# Невероятният Спайдър-Мен 2
„Невероятният Спайдър-Мен 2“ (на английски: The Amazing Spider-Man 2) е американски филм от 2014 г. на режисьора Марк Уеб, базиран на едноименния комикс за супергероя Спайдър-Мен. Продължение е на „Невероятният Спайдър-Мен“ от 2012 г.
Първоначално филмът е трябвало да даде началото на споделена вселена, която да включва още две продължения и няколко спиноф филма. Той обаче не оправдава очакваните приходи и заради това планираните филми са прекратени, а нова версия на героя в изпълнение на Том Холанд се появява в „Капитан Америка: Войната на героите“ от Киновселената на Марвел, а после и в самостоятелния филм „Спайдър-Мен: Завръщане у дома“.

## Актьорски състав
| Актьор          | Роля                          |
| --------------- | ----------------------------- |
| Андрю Гарфийлд  | Питър Паркър / Спайдър-Мен    |
| Ема Стоун       | Гуен Стейси                   |
| Джейми Фокс     | Макс Дилън / Електро          |
| Дейн Дехаан     | Хари Осбърн / Зеленият гоблин |
| Колм Фиори      | Доналд Менкен                 |
| Фелисити Джоунс | Фелиша Харди                  |
| Пол Джиамати    | Алексей Сицевич / Носорог     |
| Сали Фийлд      | Мей Паркър                    |
| Кембъл Скот     | Ричард Паркър, баща на Питър  |
| Ембет Дейвиц    | Мари Паркър, майка на Питър   |
| Мартон Чокаш    | Ашли Кафка                    |
| Би Джей Новак   | Алистър Смут                  |

## Продукция

### Заснемане
На 4 февруари 2013 Марк Уеб поства в Twitter акаунта си съобщение, в което казва, че заснемането на филма е вече започнало. а на 25 юни отново чрез акаунта си в Twitter той обявява, че снимките са приключили.

#### Мери Джейн Уотсън
На 10 октомври 2012 е обявено, че на Шейлийн Удли е предложена ролята на Мери Джейн Уотсън. Потвърдено е, че Мери Джейн ще има малка роля във филма, когато на 14 март 2013 г. е разкрито, че Шейлийн Удли е приключила със снимането на сцените си. На 19 юни е обявено, че ролята на Мери Джейн е премахната от филма. Пред The Hollywood Reporter Марк Уеб казва, че това е „творческо решение, за да няма отклонения от сюжета и фокусът да е върху връзката на Питър и Гуен“ и че за всички е било удоволствие да работят с Удли.

## В България
В България филмът е пуснат по кината на 18 април 2014 г. от Александра Филмс.
На 2 декември 2018 г. е излъчен по NOVA с български дублаж. Екипът се състои от:
| Озвучаващи артисти  | Христина Ибришимова Нина Гавазова Елисавета Господинова Силви Стоицов Ивайло Велчев Христо Узунов |
| Преводач            | Бисер Пачев                                                                                       |
| Тонрежисьор         | Димитър Кукушев                                                                                   |
| Режисьор на дублажа | Димитър Кръстев                                                                                   |